# Necyria fulminatrix
Necyria fulminatrix är en fjärilsart som beskrevs av Felder 1861. Necyria fulminatrix ingår i släktet Necyria och familjen Riodinidae. Inga underarter finns listade i Catalogue of Life.